# Хасанов, Ибрагим Ризоевич
Ибраги́м Ризо́евич Хаса́нов (4 ноября 1937, Сталинабад — 2 марта 2010, Тегеран) — советский гребец-байдарочник, выступал за сборную СССР в конце 1950-х — начале 1970-х годов. Призёр чемпионатов мира и Европы, одиннадцатикратный чемпион национального первенства, участник двух летних Олимпийских игр. На соревнованиях представлял спортивное общество «Спартак», заслуженный мастер спорта СССР (1963), заслуженный тренер СССР (1972), лауреат премии Ленинского комсомола Таджикской ССР (1977). Также известен как тренер, врач в области спортивной психологии, спортивный функционер. Кандидат медицинских наук (1974), профессор (1986). Признан выдающимся тренером Таджикистана XX века.

## Биография
Родился 4 ноября 1937 года в Сталинабаде (ныне Душанбе), Таджикская ССР. Учился в средней общеобразовательной школе № 11, в 1960 году окончил Сталинабадский государственный педагогический институт (ныне Таджикский государственный педагогический университет имени С. Айни). В детстве активно занимался футболом, баскетболом, волейболом, лёгкой атлетикой и гимнастикой, однако в конечном счёте сделал выбор в пользу гребли на байдарке. Проходил подготовку в душанбинской команде добровольного спортивного общества «Спартак». Первыми тренерами были А. Белов и сёстры Н. и Л. Денисовы.
Первого серьёзного успеха добился в 1957 году, когда на первенстве республик Средней Азии и Казахстана в Ташкенте с Валентином Шевцовым выиграл заплыв байдарок-двоек, а затем одержал победу на первенстве общества «Спартак» среди четвёрок и выполнил норматив мастера спорта. Год спустя вошёл в основной состав советской национальной сборной и побывал на чемпионате мира в Праге, где в паре с ярославцем Виктором Царёвым занял девятое место. Ещё через год на второй Спартакиаде народов СССР с одноместной байдаркой выиграл дистанцию 10000 метров, став, таким образом, чемпионом Советского Союза.
В 1960 году Хасанов в зачёте национального первенства выиграл заплыв на 1000 метров и как чемпион удостоился права защищать честь страны на летних Олимпийских играх в Риме — в той же дисциплине финишировал четвёртым, немного не дотянув до бронзовой третьей позиции. Пришедший третьим титулованный швед Герт Фредрикссон позже отмечал: «Раньше, готовясь к соревнованиям, мы думали о венграх и немцах, а теперь в первую очередь — о русских. Если бы гонка продолжалась ещё сто метров, то ваш Ибрагим Хасанов наверное обошёл бы меня». По итогам сезона спортсмен был награждён орденом «Знак Почёта».
После римской Олимпиады Хасанов остался в основном составе советской команды и продолжил принимать участие в крупнейших международных регатах. Так, в 1961 году он защитил звание национального чемпиона на километровой дистанции и съездил на чемпионат Европы в польскую Познань, откуда привёз награду бронзового достоинства, выигранную с двойкой на десяти километрах. В следующем сезоне на чемпионате СССР в Пскове завоевал сразу три золотые медали, с одиночной байдаркой в гонках на 500, 1000 и 10000 метров. На третьей Спартакиаде народов СССР в 1963 году добавил в послужной список ещё две золотые медали, добытые в программе одиночек на тысяче и десяти тысячах метров, после чего отправился на первенство мира в югославский город Яйце, где получил серебро за участие в эстафете. За эти достижения по итогам сезона удостоен почётного звания «Заслуженный мастер спорта СССР».
В 1964 году с одиночной байдаркой Хасанов стал чемпионом на дистанции 500 метров, позже прошёл квалификацию на Олимпийские игры в Токио — в двойке с Эриком Калугиным смог выйти в финал, но в решающем заплыве финишировал лишь седьмым. На всесоюзном чемпионате 1965 года в пятый по счёту раз выиграл километровую дистанцию и получил серебро на чемпионате Европы в румынском Снагове, в 1966-м добился всесоюзной золотой медали в эстафетной гонке. Последний раз участвовал в крупных соревнованиях на пятой Спартакиаде народов СССР в 1971 году, однако не сумел выиграть здесь ни одной награды и вскоре принял решение завершить карьеру спортсмена.
Ещё будучи спортсменом, начиная с 1968 года Хасанов работал старшим тренером таджикской сборной по гребле на байдарках и каноэ, в том числе его учениками были такие мастера как Владимир Панков, братья Михаил и Юрий Лобановы, Вахоб Кабиров, Василий Лукин, Алексей Минеев, Николай Суровицкий. В 1972 году за победу его ученика Юрия Лобанова на Олимпийских играх присвоено звание «заслуженный тренер СССР». На протяжении всей карьеры увлекался медициной и в особенности психологией, в 1969 году окончил Таджикский государственный медицинский институт имени Абуали ибн Сино, автор множества научных и методических трудов. В 1974 году в Москве защитил кандидатскую диссертацию на тему «Клинико-электрофизиологическое и цитоморфологическое исследование больных белой горячкой, протекающей с ротоглоточными галлюцинациями инородного тела», научным руководителем был Минходж Гулямов. В период 1984—1985 был ректором Таджикского института физической культуры, затем в течение шести лет возглавлял госкомитет Таджикской ССР по физической культуре и спорту. Был депутатом Верховного Совета Таджикской ССР 10 и 11 созывов. После распада Советского Союза стал первым президентом Олимпийского комитета Таджикистана и находился на этом посту вплоть до 1995 года.
В последние годы жизни тренировал сборную Ирана по гребле на байдарках и каноэ, умер 2 марта 2010 года в Тегеране. Похоронен в местечке Лучоб, на северо-западной окраине Душанбе, где находится аллея почётного захоронения выдающихся деятелей Таджикистана.

## Награды
- Орден «Знак Почёта» (16.09.1960) — за успешные выступления в XVII летних и VIII зимних Олимпийских играх 1960 года, а также за выдающиеся спортивные достижения[5]